# Oubagan
La rivière Oubagan (en russe : Убаган) est un cours d'eau de l'ouest du Kazakhstan (oblys de Kostanaï) et du sud de la Russie (oblast de Kourgan). Elle est un affluent droit du Tobol.